# Perro de asistencia para personas epilépticas

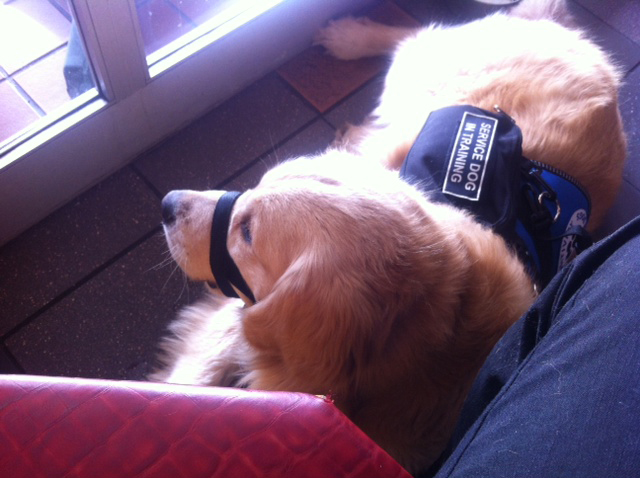
Un perro de asistencia puede entrar en restaurantes y otros establecimientos.

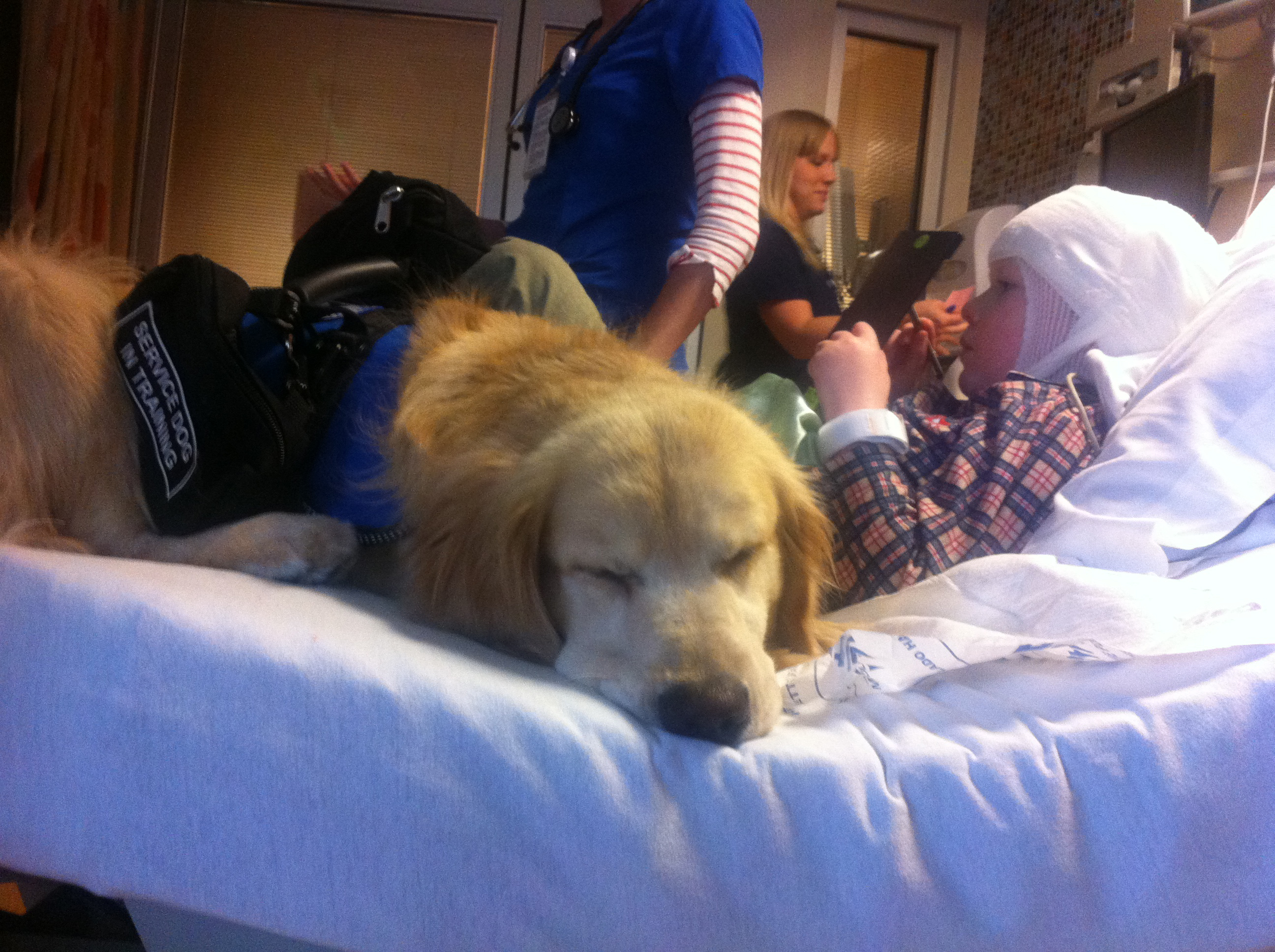
Un perro de asistencia calma a un niño epiléptico con autismo durante su estancia en un hospital.

Un perro de asistencia para personas con  epilepsia es aquel que demuestra un comportamiento específico durante o inmediatamente después de la crisis.
Algunas de las tareas de estos perros, aunque no las únicas, son:
- Encontrar a alguien que ayude.
- Activar un sistema de respuesta a emergencia.
- Estimular a la persona.
- Actuar como apoyo para ayudar a la víctima a levantarse.
- Traer un teléfono o medicamento(s).
- Ofrecer bienestar a la persona hasta su recuperación o asistencia.

## Comportamiento anterior y posterior al ataque
Aunque algunos estudios sugieren que los perros pueden ser entrenados para anticiparse a estos ataques, otros han cuestionado esta habilidad. En cualquier caso, un perro que demuestra un comportamiento determinado anterior al ataque epiléptico es un "perro preventivo", capaz de alertar de un ataque próximo, mientras que un "perro de respuesta" es el que ha sido entrenado para ayudar tras la pérdida de conocimiento. Ambas conductas pueden llegar a desarrollarse espontáneamente en perros que conviven permanentemente con niños y adultos con epilepsia.